# Born of Osiris
Born of Osiris est un groupe de deathcore américain, originaire de Palatine, dans l'Illinois. Le groupe change plusieurs fois de nom — Diminished (2003–2004), Your Heart Engraved (2004–2006), et Rosecrance (2006–2007) — avant de devenir finalement Born of Osiris en 2007.

## Biographie
Le groupe est formé en 2003 à Palatine, dans l'Illinois, près de Chicago. À l'origine, le groupe s'appelle « Diminished ». Les membres prennent ensuite la décision de changer de nom pour « Your Heart Engraved », puis pour le nom de « Rosecrance », et gardent enfin le nom de « Born of Osiris » en 2007. Les membres du groupe choisiront ce nom en référence au dieu égyptien Horus, fils du dieu Osiris. 
Le groupe sort en 2003, sous le nom de Diminished, une démo qui porte le même nom. Cette démo sera suivie l'année d'après par Youm Wara Youm, une autre démo sortie sous le nom de Your Heart Engraved. La même année, le groupe sort Your Heart Engraved These Messages. En 2006, sous le nom de Rosecrance, le groupe sort une démo portant le même nom. Cette démo sera ré-éditée la même année sous format EP. Cette production plus fournie et mieux produite que ses prédécesseurs attirera l'attention du label Sumerian Records. En 2007, le groupe décide de se renommer Born of Osiris et gardera ce nom. Quelques mois plus tard sort The New Reign, qui revelera le groupe. En 2009 sort A Higher Place, qui obtiendra un succès encore plus grand, atteignant la 73e place du classement Billboard 200.
Le 20 janvier 2011, Summerian Records annonce que le nouvel album de Born of Osiris, intitulé The Discovery, sortira le 22 mars de la même année. D'après Lee Mckinney, l'album sera plus lourd que leurs précédents albums, toujours aussi technique et brutal ; et plus nuancé de nappes de synthétiseur, donc mélodique, que les autres albums. L'album est enregistré au Bota Studio à Chicago. Cet album marque, d'après le groupe un tournant dans leur carrière, puisqu'il repousse les frontières de la musique qu'ils avaient livré jusqu'à maintenant. The Discovery atteint la 87e place du Billboard 200. 
Le 21 décembre 2011, Born of Osiris renvoie le guitariste Jason Richardson sans préavis. L'annonce de son renvoi ne se fait que trois semaines plus tard,. Richardson se joindra au groupe Chelsea Grin après son départ.
Durant l'année 2012, Born of Osiris annonce la sortie d'un nouvel album pour l'été 2013. L'enregistrement commence ainsi le 1er avril pour toutes les parties instrumentales ; les parties vocales commençant d'être enregistrées le 1er mai.
Nick Sampson (I Am Abomination) se charge ainsi de l'enregistrement de ce nouvel opus tant attendu et annoncé comme le digne successeur de The Discovery. Le mixage et le mastering seront effectués par Joey Sturgis, nom très connu de la sphère metal actuelle,. L'album contient onze titres, et s'intitule Tomorrow We Die ∆live. 
Le groupe publie un nouvel album intitulé Soul Sphere le 23 octobre 2015. En février 2016, le groupe participe en tête d'affiche à la tournée Sumerian Records Ten Year Tour. Veil of Maya, After the Burial, ERRA, et Bad Omens y participent également.
En juillet 2021, le groupe publie son nouvel album intitulé Angel or Alien sous le label Sumerian Records.

## Membres

### Membres actuels
- Ronnie Canizaro – chant (depuis 2003)
- Cameron Losch – batterie (depuis 2003)
- Nick Rossi - guitare (depuis 2018)

### Anciens membres
- Trevor Hurlbert – chant (2003)
- Mike Shanahan – guitare (2003–2007)
- Matt Pantelis – guitare (2007–2008) (ex-Mirror Mirror)
- Joe Phillips – guitare (2003)
- Joel Negus – guitare (2004–2007)
- Jason Richardson – guitare (2009–2012)
- David Da Rocha – basse (2007-2018)
- Austin Krause – basse (2003–2004)
- Dan Laabs – basse (2004–2007)
- Lee Evans - guitare (2005–2007)
- Mike Mancebo – claviers, synthétiseurs (2003)
- Joe Buras – claviers, synthétiseurs, chant (2003-2024)
- Lee McKinney – guitare (depuis 2007-2025)

### Membres de tournée
- Tosin Abasi – guitare (2009)
- Lee Evans – guitare (2009, 2012–2013)
- Carlos Barrios - Atlanta (2008)

## Discographie

### Démos et EPs
- 2003 : DiminisheD (sous Diminished)
- 2004 : Youm Wara Youm (sous Your Heart Engraved)
- 2004 : Your Heart Engraved These Messages (sous Your Heart Engraved)
- 2006 : Preview Promo
- 2006 : Rosecrance (sous Rosecrance)
- 2006 : Rosecrance (EP ; sous Rosecrance)
- 2007 : Narnia

### Clips vidéo
- 2008 : The New Reign (réalisé par Ori Kairy)
- 2010 : A Higher Place (réalisé par David Brodsky)
- 2011 : The Discovery (réalisé par Andrew Pulaski)
- 2012 : Follow the Signs
- 2013 : Tomorrow We Die ∆live
- 2015 : Soul Sphere
- 2021 : White Nile
- 2021 : Angel or Alien
- 2021 : Poster Child